# Halolaelaps reinharti
Halolaelaps (Saprogamasellus) reinharti – gatunek roztocza z kohorty żukowców i rodziny Halolaelapidae.
Gatunek ten opisany został w 1993 roku przez Czesława Błaszaka i Rainera Ehrnsbergera.
Samiec tego żukowca ma na tarczce opistonotalnej boczne wcięcia i dwie chitynowe "klamerki" w przedniej części tarczki wentroanalnej. Jego odnóża czwartej pary mają na goleniach po 2 węzełkowate struktury, a stopy pozbawione takich struktur.
Roztocz znany z Niemiec, gdzie występuje w strefie morskiego litoralu.